# Louis Vieille
Pour les articles homonymes, voir Vieille.
Louis (Émile, Léon) Vieille, né le 11 juin 1881 à Besançon (Doubs) et mort le 13 septembre 1944 des suites de ses blessures dans la même ville, est un résistant français.
Ancien soldat de la Première Guerre mondiale, il fut postier et sapeur-pompier puis agriculteur à sa retraite. Membre du Front National, en 1944 il s'engage auprès des FFI et des troupes américaines pour la Libération de Besançon. Hospitalisé dans un état grave à la caserne Vauban après un accrochage avec l'ennemi, il décède quelques jours plus tard. Il est reconnu mort pour la France le 10 juillet 1945, son nom étant cité au monument aux morts, sur la stèle commémorative 1939-1945, sur le livre d’or des habitants de Besançon morts pour la France, ainsi qu'à Notre-Dame de la Libération.